# AIR (2023年電影)
《AIR》（英語：Air）是一部2023年美國傳記運動劇情片，由班·艾佛列克執導，艾力克斯·康佛瑞（Alex Convery）編劇，艾佛列克也與麥特·戴蒙、傑森·貝特曼、馬龍·韋恩斯、克里斯·梅西納、克里斯·塔克和薇拉·戴維絲擔任主演。故事主要講述耐克公司的鞋子推銷員桑尼·瓦卡洛（戴蒙飾演）努力讓知名球星麥可·喬登穿上自家生產的鞋子，達成代言合約。
本片2023年3月18日先在西南偏南首映，2023年4月5日亞馬遜影業安排在美國上映，華納兄弟負責國際市場發行。電影獲得正面為主的評價，特別是輕快的節奏、勵志的訊息、演員的表現獲得讚譽。

## 演員
- 麥特·戴蒙飾演桑尼·瓦卡洛（英语：Sonny Vaccaro）
- 班·艾佛列克飾演菲爾·奈特
- 傑森·貝特曼飾演勞勃·史特拉瑟（Rob Strasser）
- 馬龍·韋恩斯飾演喬治·瑞維林（英语：George Raveling）
- 克里斯·梅西納飾演大衛·福爾克（英语：David Falk）
- 克里斯·塔克飾演霍華·懷特（Howard White）
- 薇拉·戴維絲飾演狄洛莉絲·喬登（Deloris Jordan）
- 馬修·馬希爾（英语：Matthew Maher (actor)）飾演彼得·摩爾（英语：Peter Moore (shoe designer)）
- 湯姆·帕帕（英语：Tom Papa）飾演史圖·英曼（英语：Stu Inman）
- 朱利葉斯·坦農（Julius Tennon）飾演老詹姆斯·R·喬登（英语：James R. Jordan Sr.）
- 喬爾·葛瑞奇（英语：Joel Gretsch）飾演約翰·歐尼爾（John O’Neil）
- 古斯塔夫·斯卡斯加德飾演霍爾斯特·達斯勒（英语：Horst Dassler）
- 芭芭拉·蘇科瓦（英语：Barbara Sukowa）飾演凱西·達斯勒（Kathy Dassler）
- 潔西卡·格林（英语：Jessica Green (actress)）飾演凱特莉娜·塞恩斯（Katrina Sainz）
- 丹·布卡廷斯基飾演李察（Richard）

## 製作
《AIR》劇本由艾力克斯·康佛瑞（Alex Convery）於2021年編寫，曾以《飛人喬登》（Air Jordan）一名登上當年劇本黑名單。據2022年4月報導，該劇本被亞馬遜影業選中，班·艾佛列克和麥特·戴蒙將合作主演電影，艾佛列克兼任導演。電影由天空之舞传媒和曼德勒制片公司製作。
電影2022年6月6日在洛杉磯展開主要拍攝，演出陣容還包括傑森·貝特曼、馬龍·韋恩斯、克里斯·梅西納、克里斯·塔克和薇拉·戴維絲。罗伯特·理查德森擔任攝影指導，使用阿萊 35攝影機拍攝。劇組2022年7月宣告殺青。同月，喬爾·葛瑞奇、古斯塔夫·斯卡斯加德和潔西卡·格林被報導參演電影。麥可·喬登一角並未直接在電影中露面。

## 發行
《AIR》2023年4月5日在美國院線廣泛上映，亞馬遜上一部安排院線上映的電影為《深夜秀》（2019年）。華納兄弟影業透過與亞馬遜旗下的米高梅發行協議處理本片的國際影院發行。與以往的有限上映相比，本片在亞馬遜自家Prime Video上線前，於院線上映的時間更長。電影2023年3月18日先在西南偏南舉行全球首映。
亞馬遜花費700萬美元在第五十七届超级碗期間播出電影廣告。

## 反響

### 評價
電影在爛番茄網站上基於247篇評論，新鮮度92%，平均得分7.7／10；該網站共識：「《AIR》是一部沒人會在裡頭扣籃的真實事件改編且僅聚焦於關鍵，旨在將永遠改變體育界的事件戲劇化。」在Metacritic上，電影根據58位影評的打分而獲得73分（滿分100），代表「普遍好評」。

### 票房
台灣地區票房約為新台幣10,924,378元（計算至2023年7月23日）。

## 外部連結
- 互联网电影数据库（IMDb）上《AIR》的资料（英文）